# Real Warfare 1242
Real Warfare 1242 (viết tắt RW) là trò chơi máy tính thuộc thể loại chiến thuật thời gian thực bối cảnh lịch sử thời Trung Cổ do hãng Unicorn Games Studio phát triển và 1C phát hành vào ngày 10 tháng 6 năm 2010, game là phiên bản đầu tiên thuộc sêri Real Warfare.

## Cốt truyện
Vào những năm đầu thế kỷ XIII đối với Đông Âu là một thời kỳ đầy biến động với nhiều cuộc chiến tranh khổng lồ làm rung động toàn Châu Âu bởi các đoàn quân của Thành Cát Tư Hãn do Bạt Đô lãnh đạo, hành quân thần tốc đánh tan quân đội các hiệp sĩ Teuton đánh chiếm cả kinh thành Kiev của người Nga và đỉnh điểm là cuộc bao vây thành Viên nước Áo vào cuối năm 1241, cốt truyện của game dựa trên các sự kiện có thật trong lịch sử, người chơi sẽ từng bước theo chân hoàng tử Alexander Nevsky của nước Nga lãnh đạo quân đội chống lại những kị sĩ Teutonic của Đức, quân đội Thụy Điển và sau cùng là vó ngựa xâm lược của quân Mông Cổ vào năm 1242.

## Cách chơi
Tương tự như trò XIII Century, Real Warfare: 1242 có cách chơi thiên về mô tả các trận giao tranh mà không pha trộn các yếu tố khác bên ngoài như kinh tế, chính trị, xây dựng… theo phong cách của thể loại game chiến thuật truyền thống. Người chơi sẽ được cung cấp những đơn vị quân, chiến đấu với kẻ thù trong các trận đánh, đánh tan tác đội hình của đối phương, thông thường chiến thắng sẽ được ấn định khi đơn vị cuối cùng của địch bị tiêu diệt hoàn toàn hoặc chúng bị đuổi ra khỏi phạm vi bản đồ của màn chơi, người chơi sẽ dùng số tiền thu được sau mỗi chiến thắng từng màn để bổ sung quân lực, nâng cấp sức mạnh hay thuê các đơn vị quân mới. Về mặt này, RW sẽ có hướng phát triển tương tự như trong phiên bản mở rộng của game XIII Centur: Blood of Europe.
Phần chiến dịch bao gồm 8 trận đánh lớn của hoàng tử Nevsky và đặc tính nổi bật nhất của chế độ này là việc người chơi có thể duy trì các nhóm quân để sử dụng cho các trận đánh kế tiếp. Để có thể chiến đấu hiệu quả đòi hỏi người chơi phải hiểu rõ một số điều luật quan trọng của RW. Có tất cả bảy ô trống (Slot) để đặt mua các đơn vị và điều động chúng trong suốt thời gian diễn ra chiến dịch, điều này không đồng nghĩa với việc số nhóm quân tối đa của người chơi là 7, người chơi vẫn có thể tuyển chọn thêm các nhóm phụ khác tùy thuộc vào các tình huống cụ thể trên chiến trường. Nếu muốn mua thêm quân phải thỏa mãn hai điều kiện: trang trả đủ chi phí và vẫn còn dư slot để chứa nhóm quân đó. Ngược lại nếu người chơi cảm thấy sự tồn tại của một nhóm quân là thừa thãi thì có thể bán chúng để thu về chút lợi nhuận và dọn chỗ cho các nhóm quan trọng hơn.
Người chơi được phép nâng cấp quân đội để gia tăng số lượng cũng như độ thiện chiến, kĩ năng, sĩ khí và kỉ luật của chúng. Những tùy chọn nâng cấp này sẽ tốn phí nhưng bù lại không phải quan tâm đến việc dọn slot vì các nhóm quân có sẵn sẽ tự động thăng tiến lên cấp độ mới. Sau khi sắp xếp và lựa chọn ra các nhóm quân thích hợp cho trận đánh cụ thể, giao diện trò chơi sẽ chuyển sang chế độ chiến trường. Lúc xông trận, các nhóm đơn vị sẽ được đánh dấu bằng biểu tượng tương ứng cho phép người chơi dễ dàng quản lý khi quân đội hai bên bước vào giai đoạn giáp lá cà. Chúng còn đóng vai trò phân biệt thể loại binh chủng để khi cần người chơi có thể truy xuất nhanh và đưa ra ứng phó với nhóm quân mang tính tương khắc của đối phương.
Nếu muốn có một thế trận chắc chắn và hiệu quả, người chơi phải tận dụng tối đa yếu tố địa hình, biết bố trí quân theo đội hình và tuân thủ luật bao bọc tức mạnh bọc yếu, cận chiến bọc tấn công tầm xa. Chẳng hạn người chơi điều động cung thủ tiến lên ngọn đồi cao để có tầm bắn thoáng đãng nhất và không muốn chúng làm mồi cho kị binh địch nên phái thêm hai đạo trường thương bao bọc ngọn đồi đó. Kế đến cho kị binh mai phục nơi sườn núi hòng đối phó với bộ binh thường đứng chờ phía sau tiền tuyến của địch.
Một điểm không kém phần quan trọng là người chơi phải ghi nhớ chức năng các nút lệnh của giao diện người dùng vì nó sẽ đem đến lợi ích không nhỏ trong trận chiến. Hơi khó khăn vì chỉ bảng điều khiển các đơn vị đã có hơn 10 nút lệnh lớn nhỏ, đó là chưa kể đến khung thống kê số lượng và trạng thái các nhóm quân chi chít số và chữ. Tuy nhiên, do game có thiết kế giao diện rất trực quan và thân thiện nên người chơi sẽ nhanh chóng vượt qua được trở ngại này.

## Đồ họa và âm thanh
Nhóm phát triển của game đã tiến hành nâng cấp engine đồ họa tạo ra sự khác biệt so với người tiền nhiệm trước đó. Các đơn vị quân trong game được trau chuốt kỹ càng hơn, số lượng vân bề mặt (texture) cũng được tăng thêm nhiều khiến cho mỗi binh sĩ đều có nét riêng biệt, tương tự như trong game Medieval Total War, chuyển động của nhân vật có phần cử động trơn tru, mượt mà hơn.
Bên cạnh đó, hiệu ứng thời gian cũng đã được thêm vào với khung cảnh chuyển đổi từ hè sang thu và cuối cùng là sang đông rất rõ nét của vùng khí hậu ôn đới. Thêm nữa là các hiệu ứng thời tiết như mây mù, tuyết rơi… cũng đã được thiết kế nhằm tăng thêm độ chân thực cho các màn chơi, tuy nhiên những hiệu ứng này không có tác động gì đến cách chơi trong game.
Các trận chiến diễn ra với nhịp độ phù hợp, do có giới hạn số lượng quân nên hầu như không có tình trạng giật hay khựng hình xuất hiện trừ phi người chơi không đáp ứng nổi mức cấu hình tối thiểu mà game đưa ra. Các nhóm quân khá chi tiết ngay cả khi quan sát ở cự ly gần, ngoại cảnh tươi sáng góp phần làm cho trận đấu trở nên sinh động hơn. Đi kèm là hệ thống âm thanh tương đối ổn, đủ để người chơi nắm được tình hình chiến sự một cách bao quát nhất.

## Chơi mạng
Real Warfare 1242 hỗ trợ đầy đủ các hình thức chơi qua mạng cục bộ (LAN) lẫn Internet cho phép tối đa 8 người chơi cùng lúc, có khá nhiều phe cho người chơi lựa chọn với những đặc điểm mạnh yếu khác nhau ví dụ như đội quân Mông Cổ có những đơn vị kị sĩ bắn cung rất mạnhnhưng lại khá yếu ớt trong những trận cận chiến, hay người Moors lại có sức mạnh đồng đều cả kị binh lẫn bộ binh, nhưng không có đơn vị nào vượt trội so với các dân tộc khác. Chính vì thế mà người chơi có thể lựa chọn những đội quân phù hợp với phong cách chiến thuật của mình trong mục chơi mạng.
Do trí thông minh của máy (AI) vẫn còn vụng về trong một số tình huống nên việc người chơi thường xuyên tìm đến các trận đấu mạng là điều dễ hiểu, thành tích của bạn sẽ được cập nhật liên tục trên bảng xếp hạng trực tuyến. Công cụ tạo bản đồ cũng đã được nâng cấp hỗ trợ đắc lực cho tính năng chơi mạng khi có thêm tính năng tạo ra cac bản đồ ngẫu nhiên cho những người chơi tham chiến, khiến cho mỗi màn chơi đều mới lạ với tất cả các bên, đỡ mất công sức cho người chơi khi tham gia vào đấu trường mạng.

## Khuyết điểm
So với các tựa game cùng thể loại thì game vẫn chưa đủ sức lôi cuốn do lối chơi không có nét gì nổi trội hơn, mặt khác do quá trình chơi còn gặp phải nhiều lỗi căn bản như đi xuyên vật thể, lỗi tìm đường và các nhóm quân đôi lúc mắc kẹt đâu đó một cách khó hiểu, sức mạnh giữa các nhóm quân chưa được cân bằng. Đặc biệt là chưa có tính năng công thành, đây là điểm yếu còn tồn tại kể từ XIII Century mà nhà sản xuất chưa thể khắc phục được.